# 赫列布內島
赫列布內島是俄羅斯的島嶼，位於十月革命島東北4.5公里，屬於北地群島的一部分，由克拉斯諾亞爾斯克邊疆區負責管轄，長0.7公里、寬0.3公里，最高點海拔高度30米，島上無人居住。